# Alfonso Gutiérrez
Alfonso Gutiérrez Gutiérrez (Lantueno, Cantabria, 17 de noviembre de 1961) es un exciclista español, profesional entre los años 1983 y 1994, durante los cuales logró 73 victorias.
Su especialidad eran las llegadas al sprint. Sus triunfos más importantes los consiguió en la Vuelta a España. Además, fue campeón de España de fondo en carretera, en las categorías de cadetes y profesionales y sexto en el Campeonato del Mundo en 1986 y tres veces segundo en el Campeonato de España en los años 1983, 1987 y 1991.
Anteriormente, fue Campeón de España en categoría de cadetes en 1977 y campeón en categoría juvenil por equipos en 1978.
Tras su retirada, colaboró como comentarista en las transmisiones de fin de etapa del Tour de Francia y la Vuelta a España en Radio Nacional de España, junto a profesionales como Juan Manuel Gozalo, José Miguel Ortega Bariego e Iñaki Cano, entre otros.

## Palmarés
| 1983 - 1 etapa de la Vuelta a Asturias - G.P. Pascuas - 2.º en el Campeonato de España en Ruta 1984 - 2 etapas de la Vuelta a Galicia - 1 etapa de la Semana Catalana - Clásica de Sabiñánigo - 1 etapa de la Vuelta a Aragón - 1 etapa de la Vuelta a Burgos - 1 etapa de la Volta a Cataluña - 2 etapas de la Vuelta a La Rioja - G.P. Llodio 1985 - 2 etapas de la Vuelta a La Rioja - 1 etapa de la Volta a Cataluña 1986 - Campeón de España en Ruta - 4 etapas de la Vuelta a Burgos - 1 etapa de la París-Niza - 1 etapa de la Vuelta a España - Vuelta a Castilla y León 1987 - 1 etapa de la Vuelta a España y la clasificación por puntos - 1 etapa de la Vuelta a Andalucía - 1 etapa de la Vuelta a La Rioja - Vuelta a Castilla y León - 2.º en el Campeonato de España en Ruta | 1988 - 1 etapa de la Vuelta a Burgos - 1 etapa de la Vuelta a Andalucía - Clásica de Sabiñánigo - Hucha de Oro - 1 etapa de la Volta a Cataluña 1990 - Vuelta a La Rioja, más 1 etapa - 2 etapas de la Vuelta a Galicia 1991 - 2 etapas de la Vuelta a Asturias - 1 etapa de la Volta a Cataluña - 1 etapa de la Semana Catalana - 1 etapa de la Vuelta a Galicia 1992 - 1 etapa de la Vuelta a Asturias - 2 etapas de la Challenge a Mallorca 1993 - 1 etapa de la Vuelta a España - Vuelta a Aragón - 1 etapa de la Vuelta a Burgos - 1 etapa de la Vuelta a Murcia - 1 etapa de la Vuelta a Valencia - 1 etapa de la Challenge a Mallorca 1994 - Trofeo Calviá (Challenge a Mallorca) |

## Resultados en las Grandes Vueltas
| Carrera         | 1986  | 1987 | 1988 | 1989 | 1990 | 1991 | 1992  | 1993 |
| --------------- | ----- | ---- | ---- | ---- | ---- | ---- | ----- | ---- |
| Giro de Italia  | -     | -    | -    | -    | -    | -    | -     | -    |
| Tour de Francia | Ab.   | Ab.  | Ab.  | -    | -    | -    | -     | -    |
| Vuelta a España | 103.º | 88.º | 73.º | -    | 86.º | 84.º | 131.º | 89.º |